# Frankfort (Kentucky)
Frankfort Kentucky fővárosa. Nevét a Frank's Ford (Frank gázlója) után kapta. Lakosainak száma 28 602 fő (2020. április 1.).

## Története

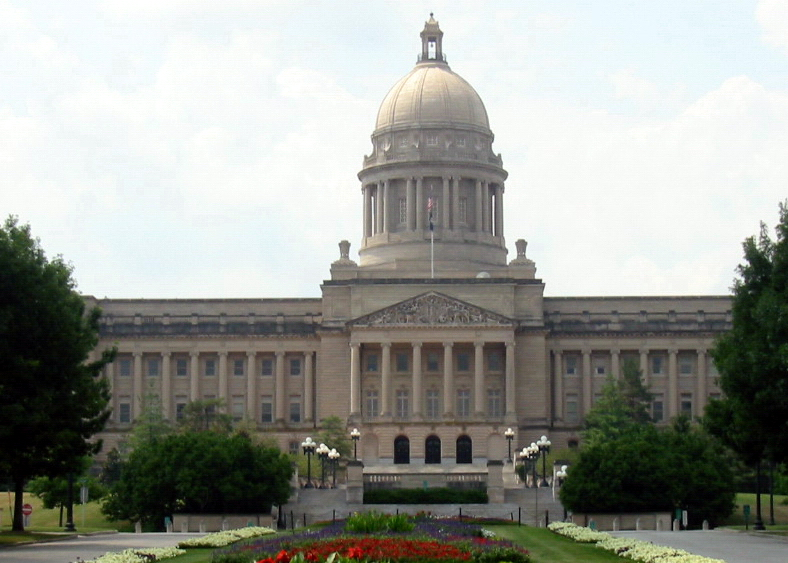
Kentucky State Capitol

A várost 1786-ban alapították meg, s alig hat év múlva megkapta a fővárosi rangot. A Kentuckyfolyó dombos partján, szép környezetben elhelyezkedő Frankfort szinte minden pontjáról látni az állami törvényhozás, a State Capitol 1910-ben emelt épületét. Kupoláját az Invalidusok párizsi dómjának kupolájáról másolták, a lépcsőház viszont a Palais Garnier híres lépcsőháza mintájára készült. A klasszikus vonalú, jón oszlopos épület a legszebbek közé tartozik. Az északi bejáratot domborművek díszítik, s az épület belső falait márvánnyal burkolták. Az épület freskói történelmi témákat ábrázolnak, s a kupola alatt Lincoln szobrát állították fel.

## Népesség
| 2010 | 25 527 |
| 2020 | 28 602 |

## Lásd még
- Kentucky városainak listája